# Théorie de l'homotopie stable
En mathématiques, la théorie de l'homotopie stable est une partie de la théorie de l'homotopie concernée par les structures et tous les phénomènes qui subsistent après suffisamment d'applications du foncteur de suspension. Un résultat fondateur a été le théorème de suspension de Freudenthal, qui stipule que, étant donné tout espace pointé {\displaystyle X}, les groupes d'homotopie {\displaystyle \pi _{n+k}(\Sigma ^{n}X)} se stabilisent pour {\displaystyle n} suffisamment grand. En particulier, les groupes d'homotopie des sphères {\displaystyle \pi _{n+k}(S^{n})} se stabilisent pour {\displaystyle n\geq k+2}. Par exemple,
{\displaystyle \langle {\text{id}}_{S^{1}}\rangle =\mathbb {Z} =\pi _{1}(S^{1})\cong \pi _{2}(S^{2})\cong \pi _{3}(S^{3})\cong \cdots }
{\displaystyle \langle \eta \rangle =\mathbb {Z} =\pi _{3}(S^{2})\to \pi _{4}(S^{3})\cong \pi _{5}(S^{4})\cong \cdots }
Dans les deux exemples ci-dessus, toutes les applications entre groupes d'homotopie sont des applications du foncteur de suspension. Le premier exemple est un corollaire standard du théorème de Hurewicz, montrant que {\displaystyle \pi _{n}(S^{n})\cong \mathbb {Z} }. Dans le deuxième exemple la fibration de Hopf, {\displaystyle \eta }, est envoyée sur sa suspension {\displaystyle \Sigma \eta }, ce qui implique {\displaystyle \pi _{4}(S^{3})\cong \mathbb {Z} /2}. L'article sur les groupes d'homotopie des sphères détaille les résultats connus sur ces groupes.
L'un des problèmes les plus importants de la théorie de l'homotopie stable est le calcul de groupes d'homotopie stables de sphères. Selon le théorème de Freudenthal, dans la plage stable, les groupes d'homotopie des sphères ne dépendent pas des dimensions spécifiques des sphères dans le domaine et la cible, mais de la différence de ces dimensions.
Le groupe {\displaystyle \pi _{k}^{s}:=\lim _{n}\pi _{n+k}(S^{n})} est abélien pour tout k. Jean-Pierre Serre à démontré que ces groupes sont finis pour {\displaystyle k\neq 0}. En fait, la composition fait de {\displaystyle \pi _{*}^{S}} un anneau gradué. Un théorème de Goro Nishida stipule que tous les éléments de gradation positive dans cet anneau sont nilpotents. Ainsi, les seuls idéaux premiers sont les nombres premiers dans {\displaystyle \pi _{0}^{s}\cong \mathbb {Z} }. Ainsi la structure de {\displaystyle \pi _{*}^{s}} est assez compliquée.
Dans le traitement moderne de la théorie de l'homotopie stable, les espaces sont généralement remplacés par des spectres.